# BM69

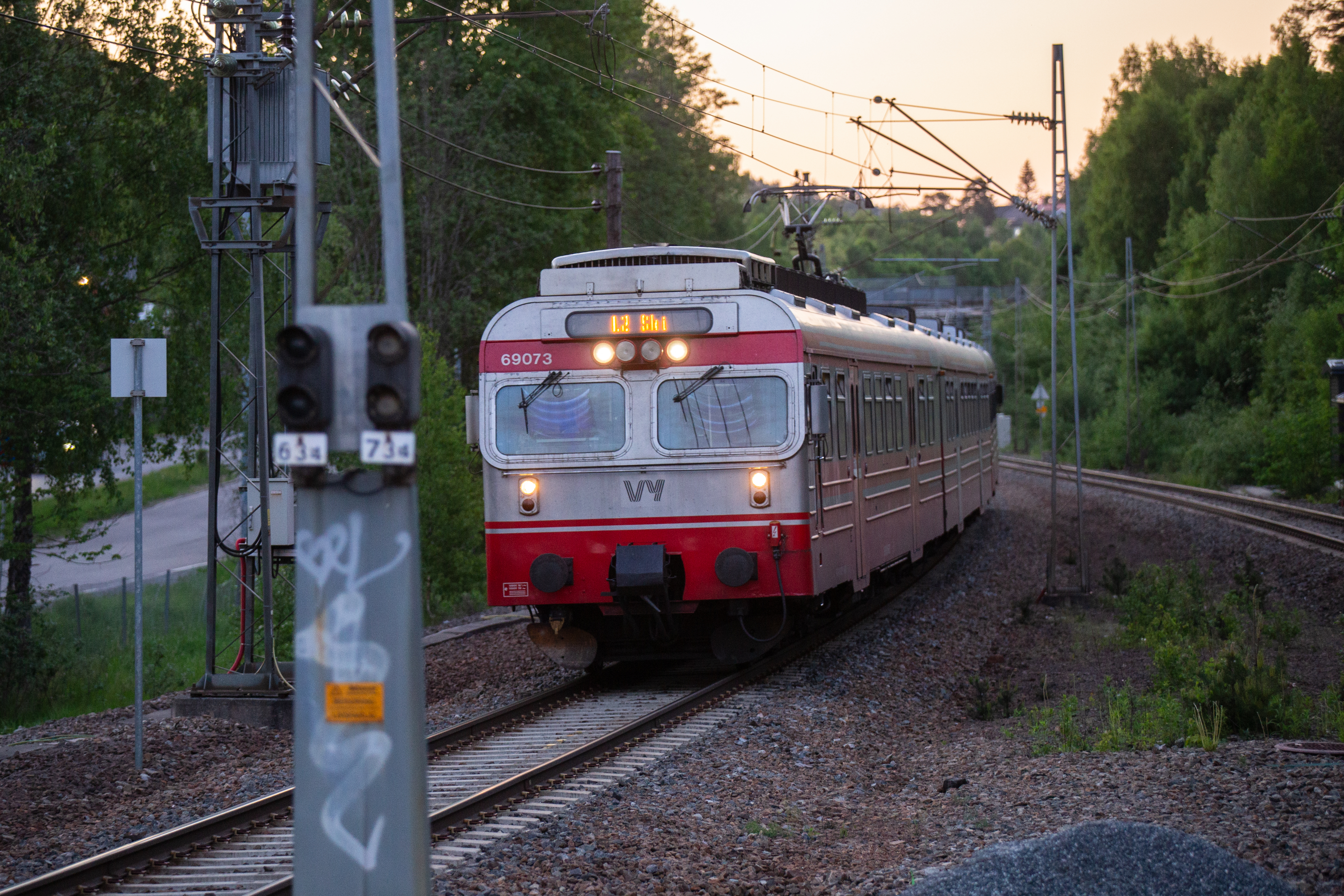

La NSB BM69 est une automotrice électrique utilisée par la compagnie NSB pour une variété de trains régionaux sur le réseau de la NSB, sur de courtes distances et trains de ligne. C'est le type de train le plus commun en Norvège, même si un nouveau type de rame, la BM72, ait été introduite. Tous les trains ont été construits par Strømmen.
Les BM69 arriva en six séries:
- La BM69A (série A) était l'originale de la série des BM69, construite de 1970 à 1971. Elles se composent de deux caisses. 15 de ces trains furent construits et 12 sont encore en service aujourd'hui.
- La BM69B (série B) est la seconde série de BM69, construite en 1974. La plupart des 17 BM69B consistent en une composition de deux caisses, mais deux d'entre elles eurent une caisse supplémentaire ajoutée au centre de la rame. Certaines de la série B ont été reconstruites avec une meilleure puissance de charge, leur permettant ainsi d'être plus appropriées aux longs trajets, comme Bergen-Myrdal où des skis et vélos sont souvent embarqués à bord. Les séries B n'ont cependant qu'une seule porte de chaque côté de la caisse, plutôt que deux. Cela permet des places assises supplémentaires, mais ralentit la montée et la descente lors des arrêts en gare.
- La BM69C (série C) a été construite en 1975. Elle est composée de trois caisses. Les 14 rames opèrent sur des trains de banlieue comme les BM69D de la série D.
- La BM69D (série D), construite entre 1983 et 1990 se distingue de la BM69C par la redésignation du nez du train. 39 de ces trains furent construits et 35 restent en service en 2005.
- La BM69E (série E) a été redésignée à partir des BM69D pour des lignes de plus longue étendue mais n'opère plus aujourd'hui que sur la ligne Bergen - Voss.
- La BM69G (série G) est une autre version redésignée de la BM69D. Elle est équipée avec de nombreuses commodités comme la vente de nourriture et de boissons grâce à des distributeurs et des sièges plus confortables incluant une section première classe. Les neuf rames de la série G ont été reconstruites au Danemark et opèrent désormais sur Gjøvikbanen.

## Spécifications
- Longueur
  - Voitures de queue 
    - Séries A, B et C: 24.85 m
    - Séries D et E: 25.06 m

  - Voitures centrales
    - Série B: 24.25 m
    - Séries C, D et E: 27 m
- Masse
  - Voitures moteur (voiture de queue incluant la cabine et les moteurs)
    - Série A: 53.9 tonnes
    - Série B: 54 tonnes
    - Série C: 53.5 tonnes
    - Série D: 60.5 tonnes
    - Série E: 64 tonnes

  - Voitures centrales
    - Série B: 28.8 tonnes
    - Série C: 35 tonnes
    - Série D: 35 tonnes
    - Série E: 38 tonnes

  - Voitures pilote (voiture de queue incluant la cabine mais sans moteurs)
    - Série A: 29 tonnes
    - Série B: 28.5 tonnes
    - Série C: 29 tonnes
    - Série D: 35.5 tonnes
    - Série E: 37 tonnes
- Capacité en voyageurs
  - Série A: 189 sièges
  - Série B: variances dépendant de la configuration. Une voiture 3 contient de 282 à 306 sièges, une voiture 2 contient entre 180 à 204 sièges.
  - Série C: 301 sièges
  - Série D: 300 sièges
  - Série E: 178 sièges
  - Série G: 270 sièges
- Disposition des essieux
  - BB + 22 (2 voitures)
  - BB + 22 + 22 (3 voitures)

## Noms des rames
Quelques-unes des rames BM69 ont reçu des noms. Notez que cette liste est pour le moment incomplète.
| Numéro | Nom    |
| 69025  | Freke  |
| 69030  | Tjalve |
| 69031  | Idun   |
| 69032  | Røskva |
| 69033  | Hugin  |
| 69034  | Munin  |
| 69035  | Eivind |
| 69050  | Knoll  |
| 69051  | Tott   |